# Magalenha
Magalenha é uma canção composta por Carlinhos Brown e gravada pela primeira vez pelo músico brasileiro Sérgio Mendes com participação de Brown para o álbum Brasileiro, de 1992. Foi lançado como single no mesmo ano, sendo relançada diversas vezes ao decorrer dos anos. A canção foi bem recebida pela crítica, dando destaque para os percussionistas baianos que abundam a gravação. Foi regravada por Brown em seu álbum "Mixturada Brasileira", de 2012. Mendes e Brown gravaram um videoclipe de "Magalenha". A canção faz parte da trilha sonora do filme Dance With Me, filme estadunidense lançado em 1998.
Sérgio Mendes incluiu a canção em outros álbuns da sua discografia, como "Oceano" (1996), "Bom Tempo" (2010) e " Celebration: A Musical Journey" (2011). Em 2011, a cantora brasileira Claudia Leitte gravou a canção e a lançou como segundo single de seu terceiro álbum, Negalora: Íntimo, lançado em 2012. A versão de Leitte contém participação de Mendes no piano e no vocal. Em 13 de dezembro de 2011, ambos gravaram novamente a canção, dessa vez em versão ao vivo para o mesmo álbum.

## Formatos e faixas
| 7" - Espanha - A1. "Magalenha" - 3:37 - B1. "Magalenha" - 3:37 12" - Japão - A1. "Magalenha" (Moto Blanco Main Remix) - 7:43 - A2. "Magalenha" (Moto Blanco Dub Remix) - 7:44 - A3. "Magalenha" (Album Version) - 3:56 - B1. "Emorio" (Paul Oakenfold Club Mix) - 4:58 - B2. "Maracatu Atômico" (Paul Oakenfold Club Mix) - 5:09 12" - Reino Unido - A1. "Magalenha" (Moto Blanco Main Remix) - 7:43 - A2. "Magalenha" (Moto Blanco Dub Remix) - 7:44 - B1. "Magalenha" (Moto Blanco Radio Edit) | CD single - Bellini & Mendonça Do Rio remixes 1. "Magalenha" (Radio Mix) - 3:16 2. "Magalenha" (Extended Mix) - 6:04 3. "Magalenha" (Bongoloverz Mix) - 7:53 4. "Magalenha" (Original Edit) - 3:35 EP download digital - Mendonça Do Rio remixes 1. "Magalenha 2012" (Tiko's Groove Radio Edit) - 3:16 2. "Magalenha 2012" (Tiko's Groove Extended Mix) - 5:38 3. "Magalenha 2012" (Joe K Radio Edit) - 3:34 4. "Magalenha 2012" (Joe K Extended Mix) - 6:25 |

## Desempenho nas tabelas musicais

### Paradas semanais
| Parada (2004)          | Melhor posição |
| ---------------------- | -------------- |
| Espanha (Spain Top 20) | 14             |

## Versão de Claudia Leitte
Claudia Leitte e Sérgio Mendes gravaram uma nova versão de Magalenha no piano e no vocal da canção. A versão de Leitte contém instrumental da canção "Na Baixa do Sapateiro" de Ary Barroso e citação do poema "Negalora" de João Nabuco. A canção foi lançada em 1 de junho de 2012 junto com um videoclipe dirigido por Flávia Moraes. Está presente no terceiro álbum da cantora, intitulado de Negalora: Íntimo. A canção foi produzida por Sérgio Mendes. A versão de Leitte recebeu críticas positivas em geral, sendo definida como um número vibrante.

### Gravação
A gravação da canção em versão estúdio ocorreu no dia 8 de agosto de 2011 no Henson Recording Studios em Los Angeles, Estados Unidos. Claudia Leitte e Sérgio Mendes gravaram a canção juntos na sala de gravação. Leitte ficou no vocal enquanto Mendes ficou no piano e no vocal.
A versão ao vivo de "Magalenha" foi extraída da gravação do terceiro álbum de Claudia Leitte, Negalora: Íntimo, gravado em 13 de dezembro de 2011 no Teatro Castro Alves em Salvador, Bahia. Durante a gravação, foi preciso apresentar a canção duas vezes, devido a erro técnicos ocorridos no palco durante a primeira apresentação. A versão ao vivo contém arranjos diferentes da versão em estúdio. Enquanto na versão em estúdio Sérgio cita o poema "Negalora", na versão ao vivo Claudia cita junto dele.

### Performances ao vivo
A canção foi incluída nos repertórios das turnês Corazón Tour e Barzin da Negalora. Leitte apresentou a canção durante a sua participação no Encontro com Fátima Bernardes em 22 de março de 2013. Leitte também apresentou Magalenha no programa Altas Horas em 16 de janeiro de 2016. Em 13 de outubro de 2016, Leitte apresentou a canção, dessa vez com novos arranjos, no segundo episódio da quinta temporada do The Voice Brasil. A performance foi elogiada por críticos e pelos cantores Carlinhos Brown e Daniela Mercury.

### Formatos e faixas
- Download digital

1. "Magalenha" (part. Sérgio Mendes) - 3:21

- Download digital - ao vivo[18]

1. "Magalenha" (part. Sérgio Mendes) [Ao Vivo] - 3:47

### Videoclipe
O videoclipe foi dirigido por Flávia Moraes, com produção de Planet L.A. e com edição e efeitos de Ciro Bueno e ADH Cine Video. As cenas em estúdio foram gravadas em 8 de agosto de 2011 no Henson Recording Studios em Los Angeles, enquanto as cenas ao vivo foram gravadas em 13 de dezembro de 2011 em Salvador, Bahia, durante a gravação do álbum Negalora: Íntimo. Cenas adicionais foram gravadas em 24 de março de 2012 na Film Planet em São Paulo. O videoclipe é dividido em duas áreas onde mostra Leitte e Mendes gravando a canção em estúdio e ao vivo. Foi lançado em 1 de junho de 2012 junto com a canção.

### Histórico de lançamento
| País   | Data               | Formato(s)                  | Gravadora |
| ------ | ------------------ | --------------------------- | --------- |
| Brasil | 1 de junho de 2012 | Airplay, online, videoclipe | Som Livre |

## Versão de Carlinhos Brown
Carlinhos Brown regravou Magalenha 20 anos após o lançamento da primeira gravação da canção com Sérgio Mendes. Foi lançada como single do álbum "Mixturada Brasileira" em 23 de julho de 2012. Essa mesma versão ganhou uma repaginada no arranjo.

### Performances ao vivo
Carlinhos Brown apresentou "Magalenha" junto com Claudia Leitte, Daniel e Lulu Santos na segunda temporada do The Voice Brasil em 17 de outubro de 2013. A versão apresentada contém arranjo similar a versão solo de Brown.

### Formatos e faixas
- Download digital[27]

1. "Magalenha" - 3:25

### Histórico de lançamento
| País     | Data                | Formato(s)       | Gravadora                 |
| -------- | ------------------- | ---------------- | ------------------------- |
| Portugal | 23 de julho de 2012 | download digital | Candyall Music Satélite K |

## Outras versões
- A cantora brasileira Elba Ramalho gravou a canção em seu álbum Devora-me, lançado em 1993.[29]